# مربين
مربين أو جرد مربين هي قرية لبنانية من قرى قضاء الضنية في محافظة الشمال. وتقع في أعالي جرد الضنية.